# كوين (رويدر)
 كوين  (بالفارسية: روستاى گوین )، قرية كبيرة تتبع لـبلدة روئيدر (بالفارسية: بخش رويدر ) من توابع مدينة خمير وتقع في محافظة هرمزگان في جنوب إيران. تقع هذه القرية على بعد 18 كيلومتراً جنوب بلدة روئيدر.

## حدود قرية كوين
حدود قرية كوين: من الشمال منطقة (تنگ گچ)، و(جبل شب)، ومن الجنوب (جبل)، ومن الغرب ([كنجي)، ومن الشرق تنتهي بـقرية (تقی خان).

## السكان
يبلغ عدد سكان هذه القرية حسب تعداد السكان لعام 2006 للميلاد، (1876) نسمه تشكل (487 عائلة) من أهل السنة والجماعة وعلى المذهب الشافعي. يتكلون الفارسية باللهجة المحلية، لهم مدارس: ابتدائية، والاعدادية، والثانوية وكذلك بها بعض البرك لحفظ مياه ألأمطار، ومكتب لتحفيظ القرآن الكريم، وعيادة صحية صغيرة، وشبكة الماء الكهرباء،. كذلك بها أراضي شاسعة لزراعة القمح والشعير، ومزارع النخيل.

## وصلات خارجية
- التقسيمات الادارية لمحافظة هرمزگان